# Centro concentrado
El centro concentrado o penetración del centro se refería a una táctica militar usada desde la Antigüedad en que se rompía la línea enemiga en su centro. El historiador británico David G. Chandler la considera una de las siete tácticas básicas, quizás la más antigua, pues estudios arqueológicos indican que en las primeras batallas había una lluvia de proyectiles inicial y luego las fuerzas chocaban hasta que una se rompía.

## Uso y debilidades
Solía ser precedida por ataques en los flancos con el fin de inmovilizar a las alas del enemigo y/o atraer sus reservas a esos sectores. Después una fuerza de choque lanzaba el asalto principal contra el centro enemigo, rompiendo al ejército adversario en dos. De inmediato, una fuerza de reserva debía mantener y ampliar la brecha, girar y atacar cada mitad por separado. Se trataba de lanzar un ataque frontal, lo que exige tener superioridad numérica y/o emplear a las mejores tropas. El momento era crítico, no podía hacerse muy tarde, pues se debilitaban demasiado las propias alas, tampoco muy pronto, porque las reservas del enemigo podían no estar ocupadas y reaccionar al asalto frontal. Debe considerarse que la mayoría de las batallas han sido una combinación de las distintas tácticas básicas enumeradas por Chandler.
Así, un enemigo hábil podía contraatacar con un movimiento de pinzas. Por ejemplo, en Maratón, el centro de los persas, formado por los sacas, rompió el debilitado centro ateniense, pero fue una trampa. Las alas atenienses derrotaron a sus contrapartes y las dejaron huir a los barcos, luego giraron y rodearon al centro persa, cuyos supervivientes huyeron como pudieron a la playa, encontrándose que su flota ya había zarpado. También en Trebia o Cannas, las legiones romanas sólo podían realizar ataques frontales generalizados, pues dependían demasiado de su densas formaciones, pero eran incapaces de girar cuando un enemigo más móvil, como el ejército de Aníbal Barca, los atacaba por los flancos y/o retaguardia. Otro peligro es que la ruptura podía ser superficial, y el atacante se encontraba con una segunda línea enemiga, como ocurrió en Somme o Cambrai.

## Ejemplos
La brecha en el centro también podía suceder de forma fortuita en el transcurso de la batalla. En Queronea, los hoplitas atenienses, beocios y tebanos estaban bien posicionados al enfrentar a la falange del rey Filipo II de Macedonia. Durante el combate, el rey ordenó a su ala izquierda retroceder, animando a los atenienses y beocios a perseguirlos, separándose de los tebanos, que permanecieron inmóviles frente al ala derecha macedonia, así surgió una brecha que el príncipe Alejandro y sus compañeros aprovecharon para penetrar por el centro, girar y atacar por detrás a los tebanos; esto fue circunstancial, pues Alejandro siempre prefirió atacar con su caballería por los flancos. un caso similar sucedió en Dertosa, donde Asdrúbal Barca situó a sus infantes íberos en el centro y a su infantería africana, caballería númida y elefantes en las alas. El problema es que sus íberos sabían que de vencer partirían a la lejana península itálica, pero no deseaban alejarse de sus hogares. En cambio, en el centro romano se concentraban sus legionarios, quienes sabían que sólo volverían a Italia si vencían. Cuando la batalla se inició, el centro cartaginés retrocedió ante las legiones de forma similar a Cannas, pero Asdrúbal no pudo flanquear a su enemigo porque su centro rápidamente colapsó y huyó, forzando a su caballería a huir y dejando a su infantería africana aislada. Los romanos rodearon a los africanos en los flancos y los masacraron.
A lo largo de la historia, dicha operación de ruptura fue realizada usualmente por carros de combate o caballería pesada, aunque también por infantería. Por ejemplo, después de debilitar al enemigo con proyectiles, los catafractos bizantinos cargaban como triángulo para romper la línea, seguidos en sus flancos por los prokoursatores (caballería media) para explotar la situación. Los caballeros templarios usaron esta táctica, liderando a los ejércitos cruzados y cargando en formación de cuña para romper al enemigo y dispersarlo a izquierda y derecha. El mejor ejemplo fue Montgisard, cuando cien templarios lideraron la carga de la caballería pesada cristiana contra el ejército de Saladino, logrando romper la línea musulmana por el centro. La infantería cruzada avanzó contra un enemigo disperso que fue destruido. En las Navas de Tolosa, cuando el numéricamente superior ejército almohade detuvo a las dos primeras líneas cristianas en el centro e intentó envolverlas por los flancos, los reyes Alfonso VIII de Castilla, Pedro II de Aragón y Sancho VII de Navarra cargaron con su reserva de caballería pesada contra el centro almohade, atravesándolo hasta llegar al campamento enemigo y forzar al califa Muhámmad an-Násir a huir.
Los guerreros germanos formaban en Keilerkopf, «cabeza de jabalí», una formación rectangular en que sus más fuertes infantes marchaban cantando muy juntos entre sí con la intención de romper la línea enemiga. Tácito los describe venciendo de esta manera a una legión romana durante la rebelión de los bátavos. Se sabe que los ostrogodos del rey Totila usaban la táctica de romper las líneas bizantinas con su caballería y luego su infantería se abalanzaba sobre el enemigo disperso. Para contrarrestarlo, en Tagina el general Narsés formó una falange con su caballería desmontada en el centro. En sus alas dispuso dos grandes cuerpos de arqueros un poco adelantados, formando una C. De esta manera, cuando los ostrogodos cargaron, antes de poder llegar a la falange debieron atravesar una zona donde recibieron una lluvia de proyectiles desde ambos flancos y se debilitaron, por lo que no pudieron romper la falange. Los vikingos tenían una formación similar a la que llamaban svinfylking, inventada según sus leyendas por Odín. La misma fue usada por los anglosajones en Stamford Bridge. Los infantes del rey Haroldo II de Inglaterra usaron está táctica para vencer a los refuerzos noruegos de Eystein Orre en la fase final del combate.
Usualmente también habían maniobras previas para debilitar al enemigo. En Tarain (o Taraori), los jinetes rajputs demostraron su disciplina al resistir todo el día a los turcos del sultán Muhammad de Gur, que atacaron sus flancos. Los rajputs deseaban un combate cuerpo a cuerpo, donde eran muy hábiles, pero los turcos atacaban con sus arqueros montados y se retiraban si eran atacados, y cuando los rajputs dejaban de perseguirlos volvían a arrojarles flechas. Finalmente, Muhammad pretendió retirarse en pánico y los rajputs rompieron filas para perseguirlo, no pudiendo reaccionar cuando 12 000 jinetes pesados de la reserva turca rompieron su centro, dispersándose y siendo masacrados.
Esta maniobra era más fácil si el enemigo extendía demasiado su línea. En Chakirmaut, inicialmente los mongoles de Temuyín avanzaron en una línea larga y dispersa, aparentando querer flanquear a sus enemigos, que respondieron adoptando la misma formación. Entonces, rápidamente, los disciplinados mongoles formaron en columna y atacaron por el centro, rompiendo la sobre extendida y delgada línea enemiga.
En Höchstädt, los británicos del duque John Churchill y los austriacos del príncipe Eugenio de Saboya, al darse cuenta de que el centro francés era débil, inicialmente atacaron sus alas. El comandante francés, mariscal Camille d'Hostun de la Baume, debilitó aun más su centro al enviar refuerzos a las aldeas fortificadas en sus flancos, lo que fue aprovechado por los aliados para cargar contra su centro y ganar la batalla. Posteriormente, en Ramillies y Oudenarde Churchill volvió a vencer a los franceses usando la misma táctica: maniobras de distracción en preparación para una carga de su reserva de caballería contra el centro francés, rompiéndolo en las tres ocasiones.
Durante la Segunda Guerra Mundial está la ruptura de las defensas francesas en Sedán, comandadas por el general Charles Huntziger, por la ofensiva alemana del 14 y 15 de mayo de 1940, encabezada por el general Heinz Guderian. Chandler también considera a la ofensiva iniciada el 23 de octubre de 1942 por el general británico Bernard Law Montgomery contra las posiciones alemanas del mariscal Erwin Rommel en El Alamein.

### Clásica
Los libros son citados en números romanos y capítulos y párrafos en números arábigos. Entre paréntesis aparecen los apellidos de los traductores de las ediciones usadas con el año correspondiente y las páginas citadas.
- Saxo Grammaticus. Historia danesa. En Elton, Oliver; Frederick York Powell (1893). The First Nine Books of the Danish History of Saxo Grammaticus (en inglés). Londres: David Nutt.
- Tácito. Historias. En Moore, Clifford H. (1925). Tacitus, Histories: Books 4-5 (en inglés) 2. Cambridge: Harvard University Press.
- Tito Livio. Historia de Roma. Libro XXIII. Citada como AUC (Ab urbe condita). Véase en Roberts, William Masfen (1921). Livy: History of Rome, Books 26-32 (en inglés) 4. Nueva York: E. P. Dutton and Co.

### Moderna
- Alexander, Bevin (2002). How Wars Are Won: The 13 Rules of War from Ancient Greece to the War on Terror (en inglés). Nueva York: Crown Publishing Group. ISBN 9780307421036.
- Buckler, John (2013). «Marathon, Battle of».  En Nigel Wilson, ed. Encyclopedia of Ancient Greece (en inglés). Nueva York: Taylor & Francis. p. 447. ISBN 9781136788000.
- Chandler, David G. (1974). The Art of Warfare on Land (en inglés). Londres: Hamlyn Publishing Group. ISBN 0600301370.
- Cotterell, Arthur (2022). Where War Began: A Military History of the Middle East from the Birth of Civilization to Alexander the Great and the Romans (en inglés). Lanham: Stackpole Books. ISBN 9780811771467.
- Delbrück, Hans (1921). «2. Kapitel. Das germanische Kriegertum». Geschichte der Kriegskunst im Rahmen der politischen Geschichte: Die Germanen (en alemán) II. Berlín: Stilke. pp. 30-43.
- Fink, Dennis (2014). The Battle of Marathon in Scholarship: Research, Theories and Controversies Since 1850 (en inglés). Jefferson: McFarland. ISBN 9781476615349.
- Fisher, Greg (2016). Hannibal and Scipio: Pocket Giants (en inglés). Cheltenham: History Press Limited. ISBN 9780750968744.
- Foote, Peter G.; David Mackenzie Wilson (1970). The Viking Achievement: A Survey of the Society and Culture of Early Medieval Scandinavia (en inglés). Nueva York: Praeger.
- Hunt, Patrick N. (2017). Hannibal (en inglés). Nueva York: Simon & Schuster. ISBN 9781439102176.
- Lacey, James; Williamson Murray (2020). Gods of War (en inglés). Nueva York: Random House Publishing Group. ISBN 9780345547569.
- Jankiraman, Mohinder (2020). Perspectives in Indian History: From the Origins to AD 1857 (en inglés). Mylapore: Notion Press. ISBN 9781649839954.
- Scullard, Howard Hayes (1930). Scipio Africanus in the Second Punic War (en inglés). Cambridge: Cambridge University Press.
- Sverdrup, Carl Fredrik (2017). The Mongol Conquests: The Military Operations of Genghis Khan and Sube'etei (en inglés). Solilhull: Helion & Company Limited.
- Tucker, Spencer C. (2010). Battles that Changed History: An Encyclopedia of World Conflict (en inglés). Santa Bárbara: ABC-CLIO. ISBN 9781598844306.

- Datos: Q124330294